# Umbellularia californica
Umbellularia californica är en lagerväxtart som först beskrevs av Hook. & Arn., och fick sitt nu gällande namn av Thomas Nuttall. Umbellularia californica är ensam i släktet Umbellularia som ingår i familjen lagerväxter. Utöver nominatformen finns också underarten U. c. fresnensis.